# Knokke-Heist
Knokke-Heist este o comună neerlandofonă situată în provincia Flandra de Vest, regiunea Flandra din Belgia. La 1 ianuarie 2008 avea o populație totală de 34.026 locuitori. Knokke-Heist este situată la extremitatea nordică a coastei belgiene, fiind una dintre cele mai cunoscute și vizitate stațiuni litorale belgiene la Marea Nordului

## Geografie
Comuna actuală Knokke-Heist a fost formată în urma unei reorganizări teritoriale în anul 1977, prin înglobarea într-o singură entitate a 4 comune învecinate. Suprafața totală a comunei este de 56,44 km². Comuna este subdivizată în secțiuni, ce corespund aproximativ cu fostele comune de dinainte de 1977. Acestea sunt:
| - I. Knokke - V. Het Zoute - VI. Albertstrand - II. Heist - VII. Duinbergen - III. Ramskapelle - IV. Westkapelle |

Localitățile limitrofe sunt:
| În Belgia:                                                                             | În Olanda:                                    |
| - Orașul Damme: - a. Hoeke - b. Oostkerke - Orașul Brugge: - c. Dudzele - d. Lissewege | - Comuna Sluis: - e. Retranchement - f. Sluis |